# Marlon Mustapha
Pour les articles homonymes, voir Moustapha.
Suliman-Marlon Mustapha, né le 24 mai 2001 à Vienne en Autriche, est un footballeur international autrichien qui joue au poste d'attaquant au Rheindorf Altach en prêt du Como 1907.

## Biographie

### En club
Marlon Mustapha est formé au Mayence 05. En septembre 2021, il est en prêté à l'Admira Wacker. Il dispute son premier match en professionnel le 24 juillet 2021 contre le WSG Tirol.
En janvier 2024, il rejoint Fortuna Düsseldorf en prêt pour le reste de la saison, le club détenant une option d'achat. En juillet 2024, il rejoint Greuther Fürth en prêt d'une saison.
Le 5 février 2025, il rejoint le Rheindorf Altach en prêt.